# Oddział esauła Nazarowa
Oddział esauła Nazarowa (ros. Отряд есаула Назарова) – desantowa jednostka wojskowa białych podczas wojny domowej w Rosji.
Został sformowany na Krymie w czerwcu 1920 r. w celu wywołania powstania antybolszewickiego nad Donem. Liczył ok. 800–900 Kozaków dońskich z 10 karabinami maszynowymi, 6 działami, samochodem pancernym i radiostacją polową. Na jego czele stanął esauł Fiodor D. Nazarow, kozacki dowódca partyzancki nad Donem już na początku 1918 r. Funkcję jego zastępcy pełnił starszina wojskowy Dołgow.
25 czerwca oddział został przewieziony statkami na wybrzeże Morza Azowskiego i wysadzony na brzeg w desancie pod wsią Kriwaja Kosa w rejonie Melitopola. Bezskutecznie starały się temu przeciwdziałać okręty bolszewickiej Azowskiej Flotylli Wojennej. Oddział Kozaków doszedł nad Don, zasilając się po drodze ochotnikami, w wyniku czego jego liczebność wzrosła do ok. 1,5 tys. żołnierzy. Działał w rejonie stanicy Nowo-Nikołajewskaja-Matwiejew Kurgan-Uść-Bystrianskaja-Nowo-Konstantinowskaja. Miał za zadanie zdobyć Nowoczerkask i Rostów nad Donem. 28 lipca 1920 r. został jednak okrążony i rozbity przez wojska bolszewickie pod wyzwoloną kilka dni wcześniej stanicą Nowo-Konstantinowskaja. Resztki oddziału na czele z esaułem F. D. Nazarowem przerwały się przez linię frontu, przechodząc do północnego Krymu.